# Таррафал (концентрационный лагерь)

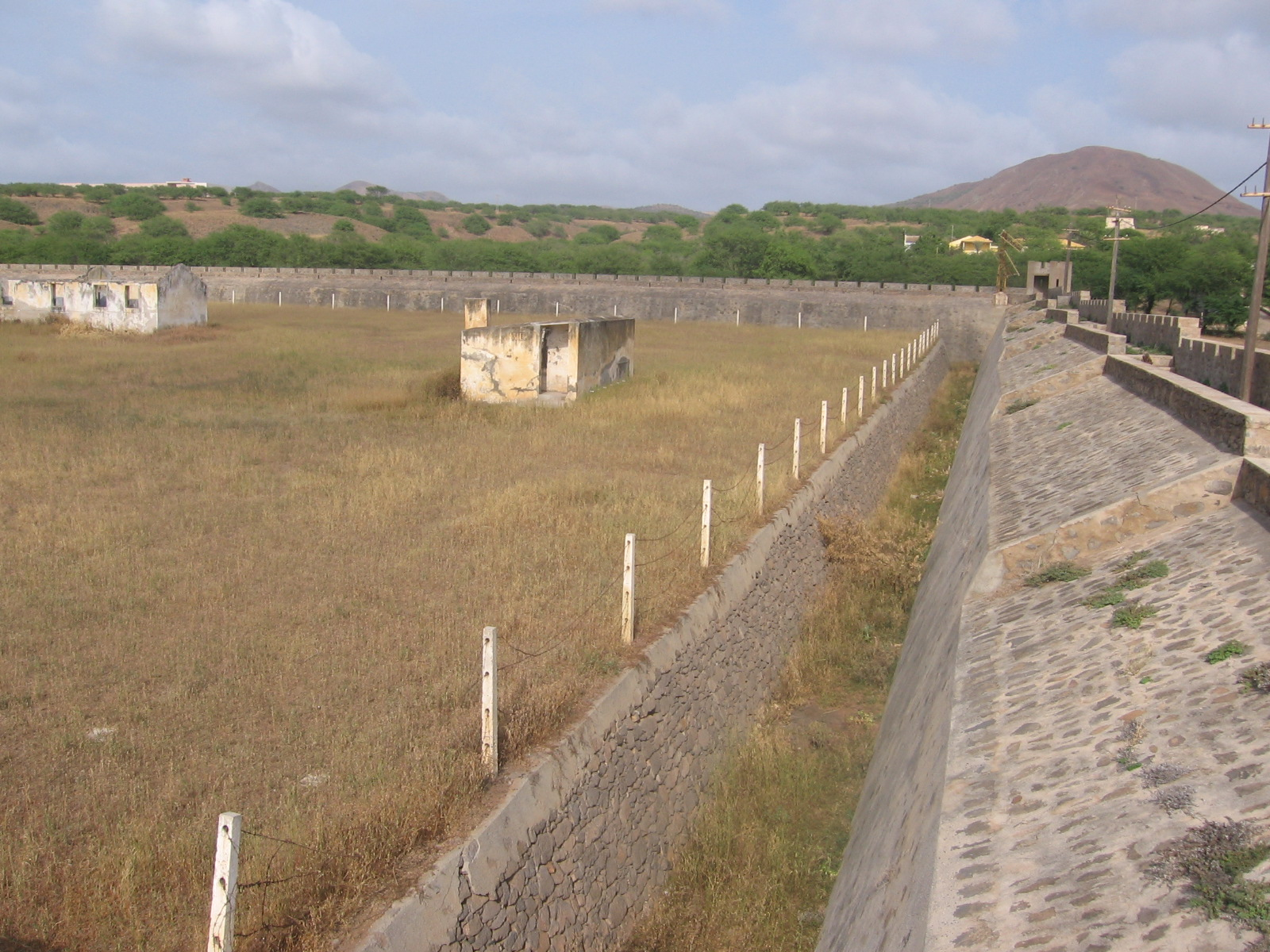

Таррафал — португальский концентрационный лагерь, созданный на острове Сантьягу архипелага Кабо-Верде (ныне независимое государство) у берегов Западной Африки, в посёлке Таррафал. Был известен как «Campo da Morte Lenta» — «лагерь медленной смерти».
Лагерь был создан 18 октября 1936 года, во время правления диктатора Антониу ди Салазара, при режиме которого в стране отсутствовала отмененная ранее смертная казнь. Первоначально туда были отправлены главным образом противники режима, участвовавшие в восстании в Маринья-Гранде (18 января 1934 года), и матросы, участвовавшие в восстании на кораблях военно-морского флота (8 сентября 1936 года), — всего 152 человека. Официально начал действовать 29 октября 1936 года после прибытия первой партии заключённых из Лиссабона. Затем туда направлялись и другие оппозиционеры, в том числе коммунисты, а также политические преступники, совершившие наиболее тяжкие преступления или участвовавшие в тюремных бунтах. Лагерь считался самой страшной тюрьмой в Португалии. В Таррафале погибло по меньшей мере 32 заключённых. Лагерь был закрыт в 1954 году, но в 1961 году вновь начал действовать — в этот период туда ссылали лидеров борьбы за независимость африканских колоний.
Ныне территория лагеря превращена в музей.

## Внешние ссылки
- História da PVDE no sítio do Serviço de Informações de Segurança (SIS) Архивная копия от 17 мая 2013 на Wayback Machine
- Campo do Tarrafal no WikiMapia